# Frattocchie
Frattocchie är en frazione i kommunen Marino inom storstadsregionen Rom i regionen Lazio i Italien. Den helige Barnabas är Frattocchies skyddspatron.
Bland sevärdheterna märks kyrkan San Giuseppe och Torre Secchi.

## Bilder
| - Kyrkan San Giuseppe. |